# Österreichische Zeitschrift für Pilzkunde
Österreichische Zeitschrift für Pilzkunde (w piśmiennictwie naukowym cytowane w skrócie jako „Österr. Z. Pilzk.”) – austriackie czasopismo mykologiczne wydawane przez Austriackie Towarzystwo Mykologiczne. Wychodzi od 1991 roku, ukazuje się corocznie i publikuje oryginalne prace z zakresu systematyki, filogenezy, morfologii, anatomii, ekologii i rozmieszczenia grzybów (w tym porostów). Czasopismo ma około 200 stron rocznie.
Artykuły publikowane są w różnych językach (angielskim, niemieckim, francuskim). Są dostępne online w formacie plików pdf.